# Landshut
Landshut là một thành phố độc lập không thuộc huyện nào, nằm trong bang Bayern, Đức.
Nằm bên bờ sông Isar, Landshut là thủ phủ của Hạ Bayern, một trong bảy khu vực hành chính của tiểu bang Bayern. Với dân số trên 65.000 người (tính tới ngày 31 tháng 12 năm 2012), Landshut là thành phố lớn nhất ở Hạ Bayern (thứ đến là Passau và Straubing) và là thành phố lớn thứ nhì của Đông Bayern sau Regensburg.
Vì hình 3 mũ giáp sắt trong huy hiệu, thành phố cũng mệnh danh là thành phố 3 mũ giáp sắt (tiếng Đức: Dreihelmenstadt).
Với vị trí gần München sẵn đường giao thông và Sân bay quốc tế Franz Josef Strauss, Landshut có lợi thế kinh tế khiến nơi đây tỷ lệ thất nghiệp thấp nhất Đông Bayern (khoảng 4,2% trong tháng 10 năm 2006), thấp hơn tỷ lệ trung bình toàn quốc.

## Thành phố kết nghĩa
Landshut kết nghĩa với:
- Elgin, Scotland, Vương quốc Anh (1956)
- Compiègne, Pháp (1962)
- Ried im Innkreis, Áo (1974)
- Schio, Ý (1981)
- Sibiu, Romania (2002)